# إس إس لورا (1875)
إس إس لورا (1875) هي سفينة بخارية بنيت عام 1875 يملكها بيتر ميرسك مولر بنيت في الأصل باسم نداءالأسماء بواسطة جون ريدهيد وشركائه في شيلدز الجنوبية، وتغير اسمها إلى إلين في عام 1881 ثم استحوذ عليها بيتر ميرسك مولر  في عام 1886 وأعاد تسميتها لورا. كانت السفينة أول من حمل شعار النجمة البيضاء السباعية لشركة ميرسك والتي أنشأها أرنولد بيتر.

## التاريخ

##### 1875 إلى 1881
قام جون ريدهيد ببناء سفينة رول كول في عام 1875 بمساعدة ابنائه في جنوب شيلدز المملكة المتحدة، كان هيكل السفينة الحديدي يبلغ طوله 135.9 قدمًا (41.4 مترًا) وعرضه 19.7 قدمًا (6.0 مترًا) ويبلغ غاطس الماء 10.0 قدمًا (3.0 مترًا). وجهزت السفينة بمحرك بخاري بقوة 40 حصانًا يعمل على تشغيل المروحة اللولبية.

##### 1881 إلى 1886
في عام 1881 تحصل بريور وشركائه على السفينة وأعيدت تسميتها إلين وقاموا بتسجيلها في كوبنهاغن وتحصل جي سفيندسن على منصب قبطان السفينة.

##### 1886 إلى 1909
في عام 1886 تم الحصول على السفينة من قبل دامبسكيبسيلسكابيت لورا ( بالدنماركية "شركة باخرة لورا" ) من قبل القبطان بيتر ميرسك مولر في سفيندبورغ.  في عام 1898 سلم بيتر ميرسك مولر قيادة السفينة لورا إلى أحد أبنائه (هانز نيلسن جيبسين مولر). واصل بيتر ميرسك مولر تأسيس "شركة سفيندبورغ البخارية" في عام 1904 مع أحد أبنائه أرنولد بيتر مولر والتي أصبحت في النهاية مجموعة الشحن ميرسك.
قام بيتر ميرسك مولر بتعليق لافتة زرقاء بها نجمة بيضاء ذات سبعة رؤوس على جانبي مدخنة سفينة لورا عندما تعافت زوجته من المرض في رسالة إليها، أوضح مولر في أكتوبر 1886 النجم الصغيرالموجود على المدخنة هو ذكرى الليلة التي صليت فيها وطلبت علامة إذا ظهر نجم في السماء الرمادية والغائمة فهذا يعني أن هذه علامة من الله. تم أصبح النجم نفسه فيما بعد شعارًا لمجموعة ميرسك.

##### 1909 وما بعدها
في عام 1909 استحوذ ليتزيو من قطانية على السفينة وأعاد تسميتها إلى إجنازيو.
بحلول عام 1918 سجيلت السفينة باسم هالفون في ميناء بنغازي ليبيا.
بحلول الحرب العالمية الثانية كانت أديل تحت السيطرة الألمانية. وفي 27 أغسطس 1941 تعرضت السفينة للهجوم والتدمير من قبل زوارق الطوربيد التابعة للبحرية السوفيتية وقاموا بإرجاعهاإلى الشاطئ لتجنب الغرق.